# Джордж Милър
 Тази статия е за американския психолог.  За австралийския режисьор вижте Джордж Милър (режисьор).  
Джордж Милър (на английски: George Armitage Miller) бил американски психолог, известен професор по психология в Принстънския университет. Работил е също като професор в Университета „Рокфелер“, Масачузетския технологичен институт и Харвардския университет. Бил е научен изследовател в Оксфорд. Избран е за президент на APA.
През 1960 г. Милър основава заедно с Джером Брунър Центъра за когнитивни изследвания в Харвард. През 1991 г. получава Национален медал за наука.
Най-известен труд – „Магическото число 7 плюс или минус 2: някои ограничения на капацитета ни да преработваме информация“ (The Magical Number Seven, Plus or Minus Two: Some Limits on our Capacity for Processing Information). Първото измерване на ограничението в капацитета на кратковременната памет е въведено от Милър – това е т.нар. „магическо число 7“. Той забелязва, че обхватът на паметта на младежите е около 7 елемента, които нарича парчета, независимо дали са цифри, букви, думи или др. единици. По-късно изследванията показали, че обхватът зависи от категорията на използваните части (около 7 за цифри, около 6 за букви и около 5 за думи), от видовете парчета в една категория, а също и от няколко други фактори.
Милър е създател на т.нар. Wordnet – лексикално-семантичната мрежа, езикова база данни, която очертава пътя, по който съзнанието запаметява и използва езика. През по-късната част от кариерата си, изграждайки и обяснявайки тази база данни.
„Плановете и структурата на поведението“ с двама други автори – очертава концепцията им за когнитивната психология.